# Paul Dumont
Paul Dumont (10 mei 1947) is een Belgische voormalige atleet, die gespecialiseerd was in het hoogspringen. Hij veroverde één Belgische titel.

## Biografie
Dumont werd in 1969 Belgisch kampioen hoogspringen. Hij was aangesloten bij FC Luik.

## Belgische kampioenschappen
| Onderdeel    | Jaar |
| ------------ | ---- |
| hoogspringen | 1969 |

## Persoonlijk record
| Onderdeel    | Prestatie | Datum | Plaats |
| ------------ | --------- | ----- | ------ |
| hoogspringen | 2,04 m    |       |        |

## Palmares
hoogspringen
- 1969:  BK AC – 1,95 m